# Fattore primo
In teoria dei numeri, i fattori primi di un intero positivo sono i numeri primi che lo dividono esattamente, cioè senza resto.
Due interi positivi sono coprimi se e solo se non hanno fattori primi in comune. L'intero {\displaystyle 1} è comprimo ad ogni intero positivo, compreso sé stesso. Questo poiché non ha fattori primi; è il prodotto vuoto.
La fattorizzazione prima di un intero positivo è la lista dei suoi fattori primi, insieme con la massima potenza di ogni primo che divide esattamente l'intero. Il teorema fondamentale dell'aritmetica dice che ogni intero positivo ha una fattorizzazione prima unica.

## Funzioni omega
La funzione {\displaystyle \omega (n)} conta il numero di fattori primi distinti di {\displaystyle n} mentre {\displaystyle \Omega (n)} conta il numero complessivo di fattori primi di {\displaystyle n}, cioè conta il numero di divisori primi di {\displaystyle n} contati con la loro molteplicità: 
{\displaystyle n=\prod _{i=1}^{\omega (n)}p_{i}^{\alpha _{i}};}
{\displaystyle \Omega (n)=\sum _{i=1}^{\omega (n)}\alpha _{i}.}
La funzione {\displaystyle \omega (n)} è un esempio di funzioni aritmetica additiva ma non completamente additiva.
In generale {\displaystyle n} è dato dal prodotto di {\displaystyle \Omega (n)} numeri (non necessariamente distinti).

## Esempi
- I fattori primi di {\displaystyle 6} sono {\displaystyle 2} e {\displaystyle 3} (poiché {\displaystyle 6=3\cdot 2}).
- Il numero {\displaystyle 5} ha solo un fattore primo: sé stesso ({\displaystyle 5} è primo).
- Il numero {\displaystyle 100} ha due fattori primi: {\displaystyle 2} e {\displaystyle 5} (infatti {\displaystyle 100=2^{2}\cdot 5^{2}}).
- Le potenze di due {\displaystyle 2,4,8,16,} ecc. hanno ognuno un solo fattore primo: {\displaystyle 2}.
- Il numero {\displaystyle 1} non ha fattori primi (infatti {\displaystyle 1} corrisponde al prodotto vuoto).
- Poiché {\displaystyle 24=2^{3}\cdot 3^{1}} segue che {\displaystyle \omega (24)=2} e {\displaystyle \Omega (24)=3+1=4}.
- Poiché {\displaystyle 1701=3^{5}\cdot 7^{1}} segue che {\displaystyle \omega (1701)=2} e {\displaystyle \Omega (1701)=6}.
- Poiché {\displaystyle 3528=2^{3}\cdot 3^{2}\cdot 7^{2}} segue che {\displaystyle \omega (3528)=3} e {\displaystyle \Omega (3528)=7}.